# کارلا گوئررو
کارلا گوئررو (انگلیسی: Carla Guerrero؛ زادهٔ ۲۳ دسامبر ۱۹۸۷) بازیکن فوتبال اهل شیلی است.

وی همچنین در تیم ملی فوتبال زنان شیلی بازی کرده‌است.